# Axel Frische
Axel Frische (15 de marzo de 1877 – 2 de febrero de 1956) fue un actor, director y guionista cinematográfico y teatral de nacionalidad danesa.

## Biografía
Su nombre completo era Anders Christian Frische, y nació en Tjele Sogn, Dinamarca. Desde 1908, y durante varios años, se comprometió con el Folketeatret, siendo director del mismo desde 1924 a 1926. En 1915-1922 fue director del Sønderbros Teater, codirector del Nørrebros Teater en 1928-1931 y director del Det ny Teater en 1937-1939. 
Fue padre de la actriz Grete Frische, quien al igual que su padre, fue una reconocida directora y guionista. Él trabajó en el guion de películas como Rasmines bryllup (1935), Min kone er husar (1935), Sjette trækning (1936) y Ebberød Bank (1943).
Falleció en 1956 en Copenhague, Dinamarca, y fue enterrado en el Cementerio Hellerup de esa misma ciudad.

## Filmografía (selección)
- 1932 : Odds 777
- 1937 : Den kloge mand
- 1938 : Den mandlige husassistent
- 1938 : Blaavand melder storm
- 1940 : Familien Olsen
- 1941 : Niels Pind og hans dreng
- 1943 : Kriminalassistent Bloch
- 1946 : Brevet fra afdøde
- 1947 : Røverne fra Rold
- 1950 : Mosekongen